# 亨廷頓斯泰申 (紐約州)
亨廷頓斯泰申（英語：Huntington Station）是位於美國紐約州薩福克縣的普查規定居民點。

## 人口
根據2020年美國人口普查的數據，亨廷頓斯泰申的面積為14.19平方千米，當中陸地面積為14.18平方千米，而水域面積為0.01平方千米。當地共有人口34878人，而人口密度為每平方千米2,457.93人。